# Акии-Буа, Джон
Джон Акии-Буа (англ. John Akii-Bua, 3 декабря 1949, Лира — 20 июня 1997, Кампала) — легкоатлет из Уганды, олимпийский чемпион 1972 года в беге на 400 метров с барьерами. Стал первым в истории Уганды олимпийским чемпионом. Второе золото угандийцы выиграли лишь через 40 лет на Играх в Лондоне (Стивен Кипротич в марафоне).
Начинал свою карьеру как бегун на длинные дистанции. В 1970 году занял 4-е место на играх Британского содружества в беге на 400 метров с барьерами, на следующий год в одном из соревнований показал лучшее время сезона.
На Олимпиаде-1972 Акии-Буа выиграл золотую медаль с мировым рекордом (47,82 с). В 1973 году выиграл золото, а в 1978 году — бронзу на панафриканских играх.
Олимпиаду 1976 года вынужден был пропустить из-за сложного положения в Уганде. Принимал участие в московской Олимпиаде на дистанции 400 м и в эстафете 4 по 400 м, но не прошёл дальше предварительных забегов.
Акии-Буа работал офицером полиции в годы правления Иди Амина, получал повышения и награды (в частности, ему был подарен дом) за свои спортивные достижения, а также как пример лояльного правительству представителя племени Ланге. После падения режима Амина, Акии-Буа в 1979 году был вынужден эмигрировать с семьёй в Кению, далее — в Германию, где работал в компании «Пума».
В 1980 году участвовал в Олимпийских играх в Москве. В 1983 году вернулся на родину, где был восстановлен на прежней работе полицейского и параллельно работал тренером.